# Asarum kiusianum
Asarum kiusianum är en piprankeväxtart som beskrevs av Maekawa. Asarum kiusianum ingår i släktet hasselörter, och familjen piprankeväxter.

## Underarter
Arten delas in i följande underarter:
- A. k. melanosiphon
- A. k. tubulosum